# Orangepannad glasögonfågel
Orangepannad glasögonfågel (Heleia wallacei) är en fågel i familjen glasögonfåglar inom ordningen tättingar.. Den förekommer i öppna områden i delar av Små Sundaöarna i Indonesien. Beståndet anses vara livskraftigt.

## Utseende och läte
Orangepannad glasögonfågel är en liten grön sångfågel med lysande gult huvud och som namnet avslöjar en tydligt orangefärgad fläck på pannan. Grå buk avskiljer gult på strupe och undre stjärttäckare. Adulta fåglar har mörka ögon, ungfåglar ljusa. Sången består av en fallande stammande melodi. Även skärande och kvittrande toner kan höras.

## Utbredning och systematik
Orangepannad glasögonfågel är endemisk för Indonesien, där den förekommer i Små Sundaöarna (Sumbawa, Flores, Komodo, Sumba och Lomblen). Den behandlas som monotypisk, det vill säga att den inte delas in i några underarter.

### Släktestillhörighet
Arten placeras traditionellt i släktet Zosterops, men genetiska studier visar att den står nära arterna i Lophozosterops, Heleia och dvärgglasögonfågeln (Oculocincta squamifrons). Tongivande International Ornithological Congress (IOC) för dem alla numera till ett och samma släkte, där Heleia har prioritet.

## Levnadssätt
Orangepannad glasägonfågel uppträder i par eller smågrupper i torra och öppna områden som savann, buskmarker och skogspartier. Den undviker dock tät skog. Arten påträffas i lågland och lägre bergstrakter.

## Status
Arten har ett stort utbredningsområde och internationella naturvårdsunionen IUCN kategoriserar arten som livskraftig. Beståndsutvecklingen är dock oklar.

## Namn
Fågelns vetenskapliga artnamn hedrar zoologen och zoogeografins fader Alfred Russel Wallace (1823-1913).